# Perscheloribates minusculus
Perscheloribates minusculus är en kvalsterart som först beskrevs av Hammer 1961.  Perscheloribates minusculus ingår i släktet Perscheloribates och familjen Scheloribatidae. Inga underarter finns listade i Catalogue of Life.